# Olamaboro
Olamaboro é uma Área de governo local no sudeste de Kogi (estado), Nigéria, na fronteira de Enugu (estado) e Benue (estado). Sua sede fica na cidade de Okpo.
Possui uma área de 1,132 km² e uma população de 160,152 no censo de 2006.
O código postal da área é 270.